# Феодосий (Шаповаленко)
Архиепископ Феодосий (в миру Михаил Шаповаленко; 1811, Екатеринославская губерния — 22 августа (3 сентября) 1883, Тотьма) — епископ Русской православной церкви, архиепископ Вологодский и Велико-Устюжский, епископ Тамбовский и Шацкий (1863—1873).

## Биография
Родился в 1811 году в Екатеринославской губернии в семье священника.
Окончил Екатеринославскую семинарию и в 1835 году поступил в Киевскую духовную академию.
3 (15) мая 1839 года (на IV курсе академии) принял монашество.
27 сентября (9 октября) 1839 года по окончании академии назначен преподавателем богословия в Полтавскую семинарию; 22 октября рукоположен во иеродиакона; 29 октября — во иеромонаха; 3 декабря получил степень магистра.
22 мая (3 июня) 1843 года(по другим источникам — в 1839 году) назначен инспектором Полтавской семинарии.
22 мая (3 июня) 1845 года причислен к соборным иеромонахам Киево-Печерской лавры.
30 июня (12 июля) 1845 года перемещён инспектором в Киевскую духовную семинарию.
21 октября (2 ноября) 1848 года назначен ректором Волынской семинарии. В том же году 12 ноября возведен в сан архимандрита и определен настоятелем Загаецкого монастыря и членом Волынской духовной консистории.
3 (15) декабря 1852 года переведен ректором Полтавской семинарии.
14 (26) декабря 1859 года вызван в Петербург на чреду священнослужения и временно назначен членом Санкт-Петербургской духовной консистории и членом комитета для рассмотрения проектов о преобразовании духовных учебных заведений.
С 17 (29) января 1861 года — ректор Воронежской семинарии и настоятель Алексеевского Акатова монастыря.
1 (13) сентября 1863 года хиротонисан во епископа Тамбовского и Шацкого.
При нём в 1863 году было открыто Тамбовское епархиальное женское училище, а также в 1868 году учреждена должность тамбовского викарного епископа. Также начали регулярно проводится съезды духовенства епархии.
13 (25) июня 1873 года назначен епископом Вологодским и Велико-Устюжским.
15 (27) мая 1883 года возведён в сан архиепископа.
Архиепископ Феодосий во время служения в Вологде заботился о воспитании и образовании детей духовенства своей епархии. Благодаря его заботам были открыты параллельные классы при Вологодской семинарии, а также попечительство о бедных воспитанниках. При Вологодском Горнем женском монастыре открыт приют для воспитания и первоначального образования сирот — дочерей духовенства. На устройство приюта преосвященный пожертвовал около 20000 рублей и построил 3-этажный каменный корпус, где и помещалось училище. Кроме того, он внес вклад в 10000 рублей с той целью, чтобы проценты с этой суммы шли на содержание приюта.
Скончался 22 августа (3 сентября) 1883 года в Тотьме во время поездки по епархии для ревизии. Погребён в Тотемском Спасо-Суморине монастыре.

## Награды
- 23 мая (4 июня) 1840 года — награжден набедренником.
- 20 июня (2 июля) 1853 года — благодарность Св. Синода.
- 26 августа (7 сентября) 1856 года — орден св. Анны II степени и наперсный крест «В память войны 1853—1856».
- 20 апреля (2 мая) 1869 года — орден св. Анны I степени.
- 16 (28) апреля 1878 года — орден св. Владимира II степени.